# Françoise Ozanne-Rivierre
Pour les articles homonymes, voir Rivierre.
Françoise Ozanne-Rivierre, née le 2 janvier 1941 à Saint-Julien-sur-Calonne (Calvados) et morte le 11 novembre 2007 à Montreuil (Seine-Saint-Denis), était une linguiste française, chargée de recherches au LACITO-CNRS, connue pour ses travaux sur les langues de Nouvelle-Calédonie et les études océaniennes. Françoise Ozanne-Rivierre était l'épouse de Jean-Claude Rivierre, également spécialiste des langues kanak.

## Travaux
Au cours de sa carrière commencée sous la direction d'André-Georges Haudricourt, Françoise Ozanne-Rivierre a eu l'occasion de publier nombre de travaux (grammaires, dictionnaires, articles scientifiques) concernant le iaai, les langues de Hienghène (fwâi, pije, jawe, nemi), le fagauvea et le nyelâyu.

## Publications
- Isabelle Bril et Françoise Ozanne-Rivierre (dir.), Complex Predicates in Oceanic Languages., De Gruyter, 2004 (ISBN 3-11-091328-3 et 978-3-11-091328-6, OCLC 913092877, lire en ligne)